# W22H
W22H（だぶりゅーにじゅうにーえいち）は、日立製作所（カシオ日立モバイルコミュニケーションズ）が開発した、KDDI／沖縄セルラー電話の各auブランドのCDMA 1X WINの携帯電話である。

## 特徴
本機種はau初のスライド式モデルであり、着うたフル対応機種の第1弾として発売された2004年冬モデルの一つである。
スライド式の携帯電話は既に他社で発売されているが、本機種のスライド機構は他社とは違う特徴がある。スライド面が本体の水平面とは斜めになっている「スラントスライディング」によって端末をスライドさせた（キー部分を出した）状態でも、重なっている部分が厚くならないよう工夫されている。また、スライド時にはばねを内蔵した「スライドアシスト」機構によって少しスライドするだけで、あとは自動的に（完全に）スライドするようになっている。
プリセットコンテンツとして、ORANGE RANGEの「花 (short size)」と、東京スカパラダイスオーケストラの「さらば友よ」の着うたフルが搭載されている。

## 対応サービス・機能
- EZ「着うたフル」
- EZ「着うた」
- EZアプリ (BREW)
- EZ待ちうた
- EZナビウォーク
- EZブック
- バーコードリーダー(QRコード対応)
- ムービーメール(S/M/L)
- EZムービー(S/M/L/LL/QVGA)
- SD-Video
- フォトミキサー（撮影した静止画などにアニメ付のテンプレートやテキストを用いた編集画像が作成可能な機能）